# Adolphe Gesché
Adolphe Gesché (* 25. Oktober 1928 in Brüssel; † 30. November 2003 in Louvain-la-Neuve) war ein belgischer römisch-katholischer Priester und Theologe. Er war ordentlicher Professor für Dogmatik an der Theologischen Fakultät der Katholischen Universität Löwen (UCL) in Louvain-la-Neuve und Autor mehrerer theologischer Publikationen.

## Biografie
Adolphe Gesché wurde in eine liberale katholische Familie hineingeboren. Er legte sein Abitur am Collège Saint-Pierre zu Uccle ab, begann mit 18 Jahren ein Studium an den Facultés universitaires Saint-Louis in Brüssel und erwarb dort nach zweijährigem Studium eine Kandidatur in Philosophie. Im Jahre 1949, nach Ableistung seines Militärdienstes, traf er die Entscheidung Priester zu werden. Anschließend erwarb er ein Lizentiat in klassischer Philologie an der Katholischen Universität Löwen und studierte gleichzeitig – ab 1951 – Theologie am Priesterseminar in Mechelen. 1955 wurde er zum Priester geweiht. Er setzte seine theologischen Studien in Löwen fort, wo er zunächst den Grad eines Doktors der Theologie erwarb, um anschließend 1962 als Maître agrégé im gleichen Fach seine Studien abzuschließen. Von 1962 bis 1969 lehrte er am Priesterseminar zu Mechelen, wurde dann an die Universität Löwen zum ordentlichen Professor berufen.

## Lehre und Wirken
Adolphe Gesché hat als Hochschullehrer Generationen von Studenten aus Europa, Amerika und Afrika durch seine Lehre und Forschung geprägt. Er verfolgte aufmerksam die Situation des Christentums und hat in bewusster Auseinandersetzung mit den auf den Gottglauben lastenden Konzepten seine Theologie entwickelt. Sein Wirken ging dabei über die Theologie hinaus. Er engagierte sich zeitlebens für eine bessere Verständigung und Beziehung zwischen Glauben und zeitgenössischer Kultur, mit dem Ziel, tragfähigere Glaubensmodelle schaffen zu können. Seine Schriften behandeln eine stattliche Anzahl unterschiedlicher Themen und sind größtenteils in seiner Sammlung Dieu pour penser (deutsch = Gott zum Denken) aufgenommen worden.
Er war 1970 Gründungsmitglied des Direktionskomitees der Löwener Theologischen Zeitschrift Revue théologique de Louvain.
1991 hat er die bis heute im zweijährlichen Turnus stattfindenden interdisziplinären Kolloquien Colloques Gesché an der Theologischen Fakultät zu Louvain-la-Neuve in Zusammenarbeit mit Paul Scolas ins Leben gerufen. In diese Veranstaltungen sollen Glaubens- und Lebensfragen in Auseinandersetzung mit anderen Disziplinen erörtert werden.
Geschés Grab befindet sich auf dem Friedhof von Blocry in Ottignies, unweit von Louvain-la-Neuve.

## Auszeichnungen
Gesché erhielt zahlreiche Auszeichnungen. Er war Mitglied der Kommission „Religion und Theologie“ des Nationalen Fonds für wissenschaftliche Forschung (Belgien) und der Europäischen Gesellschaft für Katholische Theologie (Tübingen). 1992 wurde er durch den Heiligen Stuhl in die Internationale Theologische Kommission berufen (bis 2002). 1993 erhielt er den Prix Cardinal Mercier vom Institut supérieur de philosophie der Universität Löwen. 1997 erhielt er den Preis scriptores christiani für sein Gesamtwerk und im Jahr darauf in Paris den Grand prix de philosophie seitens der Académie française.
Er war Mitglied der Königlichen Akademie von Belgien und Großoffizier des Kronenordens.

## Werke (Auswahl)
- Dieu pour penser. t.1 Le mal, Paris, Cerf, 1993.
- Dieu pour penser. t.2 L’homme, Paris, Cerf, 1993.
- Dieu pour penser. t.3 Dieu, Paris, Cerf, 1994.
- Dieu pour penser. t.4 Le cosmos, Paris, Cerf, 1994.
- Dieu pour penser. t.5 La destinée, Paris, Cerf, 1995.
- Dieu pour penser. t.6 Le Christ, Paris, Cerf, 2001.
- Dieu pour penser. t.7 Le sens, Paris, Cerf, 2003.
- Pensées pour penser. t.1 Le mal et la lumière, Paris, Cerf, 2003.
- Pensées pour penser. t.2 Les mots et les livres, Paris, Cerf, 2004.

## Colloques Gesché
- Destin, prédestination, destinée, Paris, Cerf, 1995.
- La foi dans le temps du risque, Paris, Cerf, 1997.
- La Sagesse, une chance pour l’espérance?, Paris, Cerf, 1998.
- Dieu à l’épreuve de notre cri, Paris, Cerf, 1999.
- Et si Dieu n’existait pas?, Paris, Cerf, 2001.
- Sauver le bonheur, Paris, Cerf, 2003.
- Le corps chemin de Dieu, Paris, Cerf, 2005.
- L’invention chrétienne du péché, Paris, Cerf, 2007.
- Qu’est-ce que la vérité ?, Paris, Cerf, 2009.
- La transgression chrétienne des identités, Paris, Cerf, 2012.
- Dieu au risque des religions, Louvain-la-Neuve, Academia, 2014.
- Intempestive éternité, Louvain-la-Neuve, Academia, 2015.
- Migrant ou la vérité devant soi. Un enjeu d'humanité, Louvain-la-Neuve, 2017.